# Schizochilus zeyheri
Schizochilus zeyheri är en orkidéart som beskrevs av Otto Wilhelm Sonder. Schizochilus zeyheri ingår i släktet Schizochilus och familjen orkidéer. Inga underarter finns listade i Catalogue of Life.